# Rîșcova
Rîșcova es una comuna y pueblo de la República de Moldavia ubicada en el distrito de Criuleni.
En 2004 la comuna tiene una población de 1087 habitantes, de los cuales 1041 son étnicamente moldavos-rumanos y 41 ucranianos.
Se ubica unos 25 km al oeste de Criuleni, en el límite con el distrito de Orhei.